# Brazylia na Mistrzostwach Świata w Lekkoatletyce 2011
Brazylia na Mistrzostwach Świata w Lekkoatletyce 2011 reprezentowana była przez 26 zawodników.

## Występy reprezentantów Brazylii

### Mężczyźni

#### Konkurencje biegowe
| Konkurencja                | Zawodnik                                                   | Runda 1  | Runda 1 | Runda 2  | Runda 2 | Półfinał | Półfinał | Finał    | Finał   |
| Konkurencja                | Zawodnik                                                   | Rezultat | Pozycja | Rezultat | Pozycja | Rezultat | Pozycja  | Rezultat | Pozycja |
| -------------------------- | ---------------------------------------------------------- | -------- | ------- | -------- | ------- | -------- | -------- | -------- | ------- |
| Bieg na 100 m              | Nilson André                                               |          |         | 10,54    | 34      |          |          |          |         |
| Bieg na 200 m              | Bruno de Barros                                            |          |         | 20,63    | 11 Q    | 20,54    | 7 q      | 20,31    | 6       |
| Bieg na 200 m              | Sandro Viana                                               |          |         | 20,62    | 10 Q    | DSQ      | DSQ      |          |         |
| Bieg na 200 m              | Nilson André                                               |          |         | 20,93    | 31      |          |          |          |         |
| Bieg na 800 m              | Kléberson Davide                                           |          |         | 1:46,06  | 7 Q     | 1:45,06  | 7        |          |         |
| Bieg na 800 m              | Lutimar Paes                                               |          |         | 1:48,97  | 34      |          |          |          |         |
| Bieg na 800 m              | Fernando Da Silva                                          |          |         | 1:51,58  | 38      |          |          |          |         |
| Bieg na 400 m przez płotki | Mahau Suguimati                                            |          |         | 49,74    | 20 q    | 50,89    | 23       |          |         |
| Sztafeta 4 × 100 m         | Diego Cavalcanti Sandro Viana Nilson André Bruno de Barros |          |         | DSQ      | DSQ     |          |          |          |         |
| Chód na 20 km              | Caio Bonfim                                                |          |         |          |         |          |          | 1:24:29  | 22      |
| Chód na 20 km              | Moacir Zimmermann                                          |          |         |          |         |          |          | DSQ      | DSQ     |

#### Konkurencje techniczne
| Konkurencja   | Zawodnik               | Eliminacje | Eliminacje | Finał    | Finał   |
| Konkurencja   | Zawodnik               | Rezultat   | Pozycja    | Rezultat | Pozycja |
| ------------- | ---------------------- | ---------- | ---------- | -------- | ------- |
| Skok o tyczce | Fábio Gomes da Silva   | 5,65 m     | 6 q        | 5,65 m   | 8       |
| Trójskok      | Jefferson Sabino       | 16,51 m    | 17         |          |         |
| Dziesięciobój | Luiz Alberto de Araújo |            |            | 7902     | 16      |

### Kobiety

#### Konkurencje biegowe
| Konkurencja                | Zawodniczka                                                       | Runda 1  | Runda 1 | Runda 2    | Runda 2 | Półfinał | Półfinał | Finał    | Finał   |
| Konkurencja                | Zawodniczka                                                       | Rezultat | Pozycja | Rezultat   | Pozycja | Rezultat | Pozycja  | Rezultat | Pozycja |
| -------------------------- | ----------------------------------------------------------------- | -------- | ------- | ---------- | ------- | -------- | -------- | -------- | ------- |
| Bieg na 100 m              | Ana Cláudia Silva                                                 |          |         | 11,26      | 15 Q    | 11,55    | 20       |          |         |
| Bieg na 100 m              | Rosângela Santos                                                  |          |         | 11,36      | 26 Q    | 11,61    | 24       |          |         |
| Bieg na 200 m              | Ana Cláudia Silva                                                 |          |         | 22,96      | 16 Q    | 22,97    | 11       |          |         |
| Bieg na 200 m              | Vanda Gomes                                                       |          |         | 23,70      | 28      |          |          |          |         |
| Bieg na 400 m              | Geisa Coutinho                                                    |          |         | 52,15      | 13 q    | 51,87    | 14       |          |         |
| Bieg na 400 m przez płotki | Jailma de Lima                                                    |          |         | 57,21      | 28      |          |          |          |         |
| Sztafeta 4 × 100 m         | Ana Claudia Silva Vanda Gomes Franciela Krasucki Rosângela Santos |          |         | 42,92 (AR) | 8 q     |          |          | 43,10    | 8       |
| Sztafeta 4 × 400 m         | Geisa Coutinho Bárbara de Oliveira Joelma Sousa Jailma de Lima    |          |         | 3:32,43    | 18      |          |          |          |         |

#### Konkurencje techniczne
| Konkurencja   | Zawodniczka        | Eliminacje | Eliminacje | Finał       | Finał   |
| Konkurencja   | Zawodniczka        | Rezultat   | Pozycja    | Rezultat    | Pozycja |
| ------------- | ------------------ | ---------- | ---------- | ----------- | ------- |
| Skok o tyczce | Fabiana Murer      | 4,55 m     | 1 Q        | 4,85 m (AR) | 1       |
| Skok w dal    | Maurren Maggi      | 6,86 m     | 1 Q        | 6,17 m      | 11      |
| Skok w dal    | Keila Costa        | 6,26 m     | 24         |             |         |
| Trójskok      | Keila Costa        | 14,15 m    | 12 q       | 13,72 m     | 12      |
| Rzut dyskiem  | Andressa de Morais | 57,93 m    | 18         |             |         |
| Rzut dyskiem  | Elisângela Adriano | 56,45 m    | 22         |             |         |